# Châtillon-sur-Cluses
Châtillon-sur-Cluses är en kommun i departementet Haute-Savoie i regionen Auvergne-Rhône-Alpes i sydöstra Frankrike. Kommunen ligger i kantonen Cluses som tillhör arrondissementet Bonneville. År 2022 hade Châtillon-sur-Cluses 1 215 invånare.

## Befolkningsutveckling
Antalet invånare i kommunen Châtillon-sur-Cluses
| Referens: INSEE |